# Ушбастау
Ушбаста́у (каз. Үшбастау) — село у складі Казигуртського району Туркестанської області Казахстану. Входить до складу Жанабазарського сільського округу.
У радянські часи село називалось Совхоз Комунізм, пізніше — Кожамберди, до 2021 року — 20-літ КазССР.
Населення — 675 осіб (2021; 735 у 2009, 634 у 1999, 600 у 1989).